# Kompolt
Kompolt község Heves vármegye Füzesabonyi járásában.

## Fekvése
A vármegye délkeleti felében, a Gyöngyös, Heves és Füzesabony által közrezárt háromszögben fekszik, nem messze annak középpontjától, bár kétségkívül a két utóbbi városhoz közelebb.
A környék fontosabb települései közül Gyöngyös 33,5, Verpelét 9,5, Füzesabony 13,5, Kerecsend pedig 8 kilométer távolságra található.
A közvetlenül szomszédos települések: észak felől Kápolna, dél felől Kál (amellyel tulajdonképpen teljesen összenőtt), nyugat felől pedig Nagyút és Halmajugra. [Kelet felől a legközelebbi település Füzesabony, de a közigazgatási területeik nem érintkeznek.]

### Megközelítése
Legfontosabb közúti megközelítési útvonala a 3208-as út, ez köti össze a 3-as főút kápolnai szakaszával, az M3-as autópálya káli csomópontjával, sőt a 31-es főút tenki szakaszával is. Külterületeit délen érinti még a Kál-Nagyút közt húzódó 32 106-os számú mellékút.
A hazai vasútvonalak közül kettő is érinti, a Budapest–Sátoraljaújhely-vasútvonal és a Kisterenye–Kál-Kápolna-vasútvonal, de megállási pontja egyiknek sincs a határai között. A legközelebbi vasúti csatlakozási lehetőséget ezért a (fentieken túlmenően a Kál-Kápolna–Kisújszállás-vasútvonal által is érintett) Kál-Kápolna vasútállomás kínálja, a belterületének déli szélétől alig 300 méter távolságra.

## Története
A vidéken 1994-ben a Kígyós-ér elnevezésű részen a régészek neolit települést tártak fel.
A település a honfoglalás óta lakott hely.
Kompolt nevét az oklevelek 1272-ben említik először,  Kompold alakban.
A falu az Aba nemzetség Kompolti és Lipóci ágának birtoka.
A település és temploma  a tatár pusztítások áldozatává vált, mivel az oklevelek szerint,
1280-ban IV. László magyar király a kompolti Szent Mária-monostor újjáépítésére (ad reparationem) a helységen átmenőktől szedendő vámot rendel el: 1 sószállító szekér (de curru qui masa vocatur) után 1 pondust, 1 hordó bor (de 1 tunella vini) után 2 dénárt.
1280. szeptember 18-án IV. László király itt adott ki oklevelet.
1299-ben az Aba nemzetségbeliek osztozkodásakor [a Lipóci ághoz tartozó] Sándor fiai, Demeter, Miklós és Sándor kapták meg Kompoltot.
1311-ben az újabb osztozkodáskor Kompolt ismét Demeternek és Miklósnak jutott.
1322-ben Aba nemzetségbeli Gyöngyösi Chabanka fiai jószágvesztését 3 megyei vásáron, közte Kompolton is kihirdették.
1323. augusztus 11-én itt ülésezett, és adott ki oklevelet Heves vármegye hatósága és Lőrinc szolgabíró is.
1325-ben az Aba nemzetségbeli Kompoldus fia Péter fiai, Gergely, István és Kompoldus osztozásakor Kompolt falu fele Istvánnak jutott; meg nem jelölt helyen tartott ménesüket (equatiis) és rab cselédeiket (servos et ancillas) három részre osztották.
A falu a törökdúlást nagyon megszenvedte, sokáig pusztán hevert.
1700-as évek közepétől a Grassalkovich család birtoka volt. 1750-ben a család kastélyt is épített a településen. 1754-ben gróf Grassalkovich Antal Köln környéki német telepesekkel népesítette be (pl. a Buchholcz családdal).

## Közélete

### Polgármesterei
| Név           | Párt      | Terminus  | Megjegyzés / Források |
| ------------- | --------- | --------- | --- |
| Farkas Pál    | független | 1990–1998 | Az 1990-es polgármester-választásról, a Nemzeti Választási Iroda publikus nyilvántartása alapján csak annak végeredménye állapítható meg. |
| Farkas Pál    | független | 1990–1998 | Az 1994. december 11-én megtartott választáson a 946 érvényesen leadott szavazatból, három jelölt közül 510 szavazatot szerzett meg, amivel 53,91 %-os eredményt ért el.                                                                     |
| Balázs Zoltán | független | 1998–2024 | Az 1998. október 18-án megtartott választáson a 878 érvényesen leadott szavazatból, hat jelölt közül 557 szavazatot szerzett meg, amivel 63,44 %-os eredményt ért el.                                                                        |
| Balázs Zoltán | független | 1998–2024 | A 2002. október 20-án megtartott választáson a 868 érvényesen leadott szavazatból, két jelölt közül 703 szavazatot szerzett meg, amivel 80,99 %-os eredményt ért el.                                                                         |
| Balázs Zoltán | független | 1998–2024 | A 2006. október 1-jén megtartott választáson egyedüli jelöltként indult, így a 613 érvényesen leadott szavazat 100 %-át szerezte meg (az érvénytelen szavazatok száma 72 volt).                                                              |
| Balázs Zoltán | független | 1998–2024 | A 2010. október 3-án megtartott választáson a 821 érvényesen leadott szavazatból, négy jelölt közül 492 szavazatot szerzett meg, amivel 59,93 %-os eredményt ért el.                                                                         |
| Balázs Zoltán | független | 1998–2024 | A 2014. október 12-én megtartott választáson a 741 érvényesen leadott szavazatból, két jelölt közül 371 szavazatot szerzett meg, amivel 50,07 %-os eredményt ért el (vagyis egyetlen szavazatnyi különbséggel győzte le egyedüli kihívóját). |
| Balázs Zoltán | független | 1998–2024 | A 2019. október 13-án megtartott választáson a 885 érvényesen leadott szavazatból, három jelölt közül 437 szavazatot szerzett meg, amivel 49,38 %-os eredményt ért el.                                                                       |
| Blahó László  | független | 2024–     | A 2024. június 9-én megtartott választáson egyedüli jelöltként indult, így a 640 érvényesen leadott szavazat 100 %-át szerezte meg (60 szavazat érvénytelen volt).                                                                           |

## Népesség
A település népességének változása:
| Lakosok száma | 2021 | 2003 | 1981 | 1826 | 1899 | 1869 | 1853 |
|               | 2013 | 2014 | 2015 | 2021 | 2022 | 2023 | 2024 |

2001-ben a település lakosságának 92%-a magyarnak, illetve 8%-a cigány nemzetiségűnek vallotta magát.
A 2011-es népszámlálás során a lakosok 87,3%-a magyarnak, 14,1% cigánynak, 1,8% németnek, 0,2% szlováknak mondta magát (12,5% nem nyilatkozott; a kettős identitások miatt a végösszeg nagyobb lehet 100%-nál). A vallási megoszlás a következő volt: római katolikus 54,9%, református 2,3%, evangélikus 0,5%, görögkatolikus 0,5%, felekezeten kívüli 15,2% (25,1% nem nyilatkozott).
2022-ben a lakosság 90,4%-a vallotta magát magyarnak, 16,4% cigánynak, 2,2% németnek, 0,2% szlováknak, 0,1-0,1% románnak, örménynek, szerbnek, görögnek és horvátnak, 2,1% egyéb, nem hazai nemzetiségűnek (9,5% nem nyilatkozott; a kettős identitások miatt a végösszeg nagyobb lehet 100%-nál). Vallásuk szerint 34,4% volt római katolikus, 1,8% református, 0,3% görög katolikus, 0,1% evangélikus, 2,9% egyéb keresztény, 1,4% egyéb katolikus, 14,5% felekezeten kívüli (44,2% nem válaszolt).

## Neves személyek
- Itt hunyt el 1950-ben Fleischmann Rudolf mezőgazdasági szakember, növénynemesítő.

## Nevezetességei
- Katolikus templom – 1858-ban épült, neo-romantikus stílusban.
- Grassalkovich-kastély – 1750-ben épült, barokk stílusban.
- Magtár-épület – barokk stílusban épült, 1770-ben.
- Növénynemesítő intézet (a Károly Róbert Főiskolához tartozik) – 1918-ban Fleischmann Rudolf alapította.